# Rafael Natal
Rafael Natal (Belo Horizonte, 1982. december 25. –) brazil MMA-harcos. Az UFC középsúlyú kategóriájában versenyez. 2005 óta MMA-tag, korábban a Ring of Combat promócióban harcolt.